# Abbazia di San Gerolamo
L'abbazia di San Gerolamo è un luogo di culto cattolico situato nel quartiere di Quarto dei Mille, in via Redipuglia, nel comune di Genova nella città metropolitana di Genova. La chiesa è sede della parrocchia omonima del vicariato di Quarto dell'arcidiocesi di Genova. L'edificio è nelle adiacenze dell'istituto Giannina Gaslini.

## Storia

### Fondazione

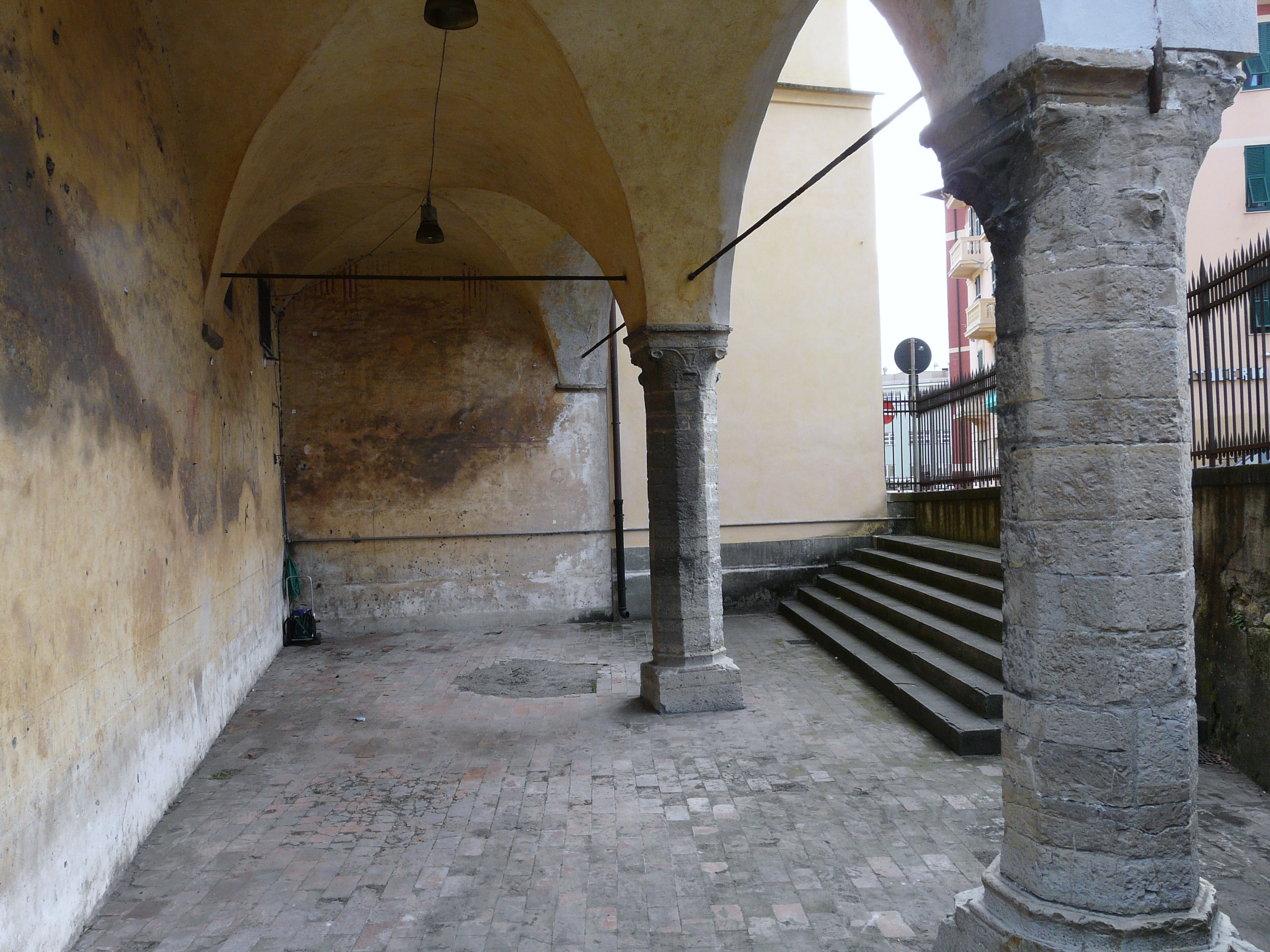
Il chiostro esterno

Le vicende che portarono all'origine dell'abbazia ebbero inizio in Spagna durante lo scisma d'Occidente della Chiesa cattolica nel XIV secolo. In seguito all'esilio dei papi ad Avignone e al successivo schieramento delle forze europee a sostegno del papa Urbano IV o dell'antipapa Clemente VII, il re Giovanni I, regnante delle regioni di Castiglia e Leòn aderì allo schieramento dell'antipapa e ciò provocò una situazione addirittura insostenibile in Spagna: chi voleva rimanere cittadino spagnolo doveva aderire all'antipapa pena l'esilio. Un gruppo di religiosi gerolimiti, movimento appena istituito che professava la regola di sant'Agostino, preferì l'esilio. Approdati a Genova chiesero al papa di Roma l'autorizzazione a costruire un monastero intitolato al loro protettore san Girolamo, ed il 5 agosto 1383 con un breve, il Pontefice acconsentì alla costruzione.
I religiosi non approdarono a Genova per caso, infatti, faceva parte della congregazione Alfonso Pecha di Guadalati, fratello del fondatore dei gerolimiti e vescovo di Jaén, che aveva avuto la fortuna di essere confessore, consigliere, compagno di viaggio e revisore degli scritti di santa Brigida di Svezia. Proprio in occasione di un viaggio e della permanenza a Genova di santa Brigida, Alfonso Pecha scoprì i luoghi presso i quali sarebbe sorto il monastero che allora si presentavano come una verde collinetta a ridosso del Mar Ligure. A confermare il fatto che sia stato Alfonso Pecha a dare l'impulso alla creazione del monastero, vi è una lapide sepolcrale, tutt'oggi visibile all'interno della chiesa, che attribuisce a lui il merito di essere stato il fondatore del complesso monastico. Dopo l'approvazione papale, il progetto avanzò rapidamente ed il 18 dicembre 1383 i gerolimiti comprarono, per mille e cento lire genovesi, il terreno sul quale sorge tuttora la chiesa. Con il sussidio delle elemosine, e con un contributo dei benedettini neri di Santo Stefano, si poté eseguire una buona parte del lavoro.
Quattro anni dopo, nel 1387, venne eletto il primo priore che morì poco dopo, così come molti altri religiosi della comunità, che in poco tempo fu ridotta a soli due individui: il fondatore vescovo Alfonso e frate Innocenzo. In virtù della grave situazione, il vescovo prese la decisione di cedere la fondazione alla Congregazione benedettina olivetana che gli offriva la sicurezza del completamento dell'opera da lui iniziata. Da Siena cominciarono ad affluire i monaci, si costituì una nuova comunità che l'anno successivo poté contare su altri dodici monaci che permisero la ripresa della normale vita monastica.

### La permanenza olivetana

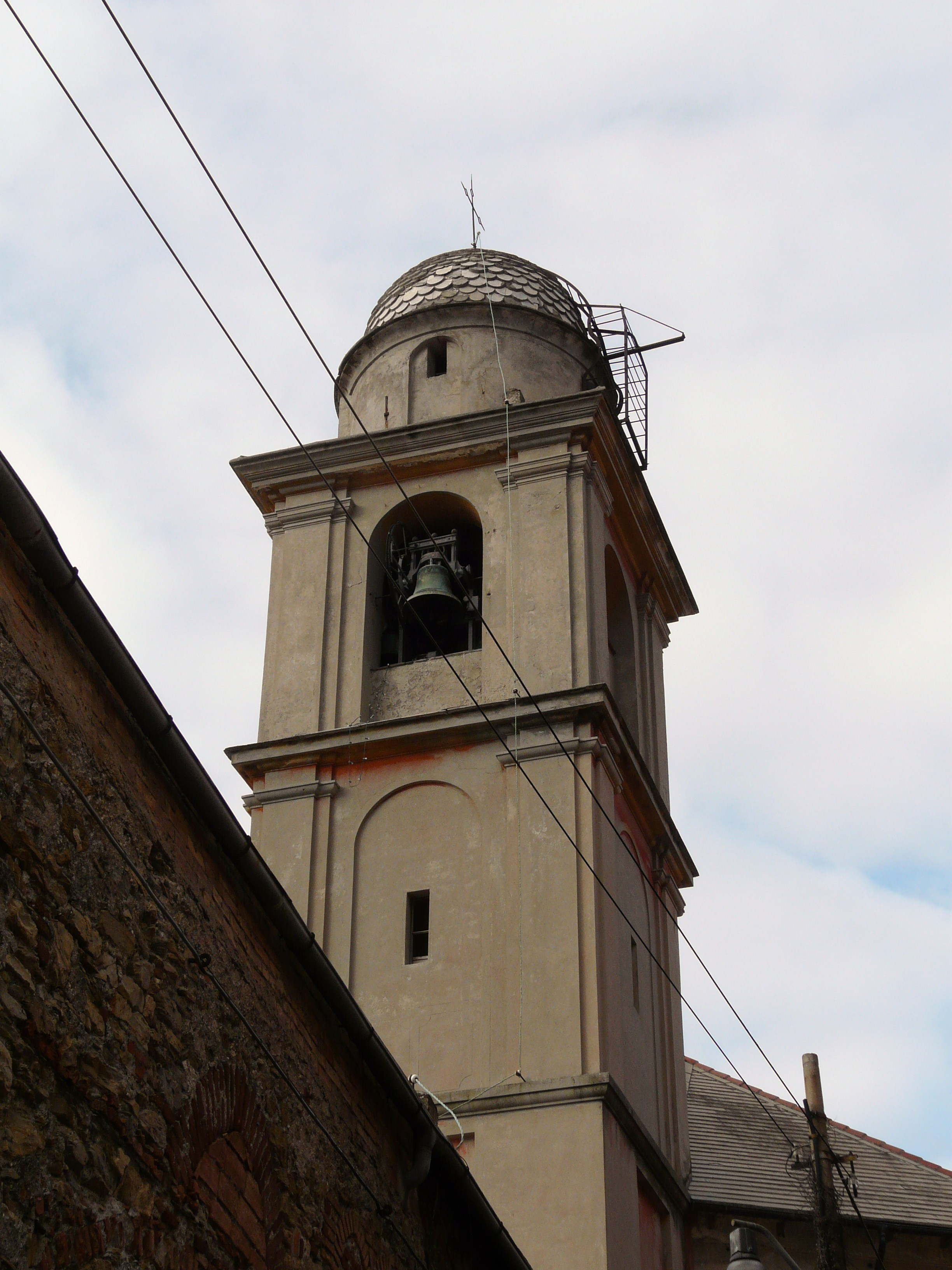
Il campanile

Le prime trasformazioni le operano proprio i frati olivetani che sfondarono l'abside originale per ricavare l'ampio sancta sanctorum, al cui centro è collocato l'altare maggiore e, intorno a questo, il coro. Al termine di queste prime trasformazioni avvenne la consacrazione dell'altare maggiore (1492) e della chiesa (1495).
Nel 1535 il monastero diventò definitivamente abbazia indipendente con un proprio abate. Proprio la figura dell'abate sarà spesso ricoperta da rappresentanti delle più importanti famiglie genovesi del tempo (Adorno, Fieschi, Imperiale, Centurione) e questo sottolinea come, nel tempo, l'abbazia di San Gerolamo avesse assunto un'importanza spirituale e sociale. La vicinanza di tali importanti famiglie favorì l'ampliamento e il completamento delle strutture dell'abbazia. La sacrestia fu fatta costruire da Luciano Spinola e, sempre gli Spinola, intervennero per restaurarla nel 1542 e, successivamente, nel 1609.
Nel 1487 Nicola Da Passano, con disposizione testamentaria, offrì un fondo per la costruzione di una cappella che risulta essere la cappella dell'oratorio posta a fianco dell'altare maggiore. Alla fine del Quattrocento venne aggiunto il sostegno marmoreo dell'altare maggiore che alcuni storici affermano sia il sarcofago di Agostino e Giovanni Adorno.
Tra il XVI e XVII secolo avvenne l'aggiunta delle cappelle laterali utilizzate spesso come sepolcri. In particolare, intorno al 1612, gli Spinola fecero erigere la cappella di santa Francesca Romana e nel 1649 quella dell'allora beato Bernardo Tolomei. Nel 1933 venne operato un parziale recupero e restauro del complesso. Alla fine degli anni '80 la chiesa è nuovamente oggetto di restauro: vengono recuperate le colonne affrescate, la cappella del crocifisso, vengono riportati alla luce alcuni affreschi originali posti sugli architravi, e vengono restaurati alcuni dipinti affissi nel presbiterio, avviene, inoltre, il restauro e la pulizia, del crocifisso posto nella cappella di san Nicolò.

### L'abbandono forzato e la destinazione ad ospedale
La vita proseguì indisturbata fino al 1797 quando alcuni movimenti rivoluzionari e l'arrivo dell'esercito napoleonico cacciarono via i frati dall'abbazia che tornò in loro possesso nel 1815. I tentativi di ridare vita all'abbazia (addirittura sovvenzionati dal re Carlo Alberto di Savoia) furono però vanificati dalle leggi del 1855 che costrinsero i frati ad esulare dall'abbazia senza farvi mai più ritorno.
L'immobile venne riscattato dalla Cassa ecclesiastica nel 1859 e venne destinato ad abitazione per le "figlie di casa". Intorno al 1900 le figlie furono sostituite da ammalate croniche, nel 1925 la costruzione venne affittata alla Piccola casa della Divina Provvidenza (meglio nota come "Piccolo Cottolengo") che vi rimase per tre anni.

### Il recupero

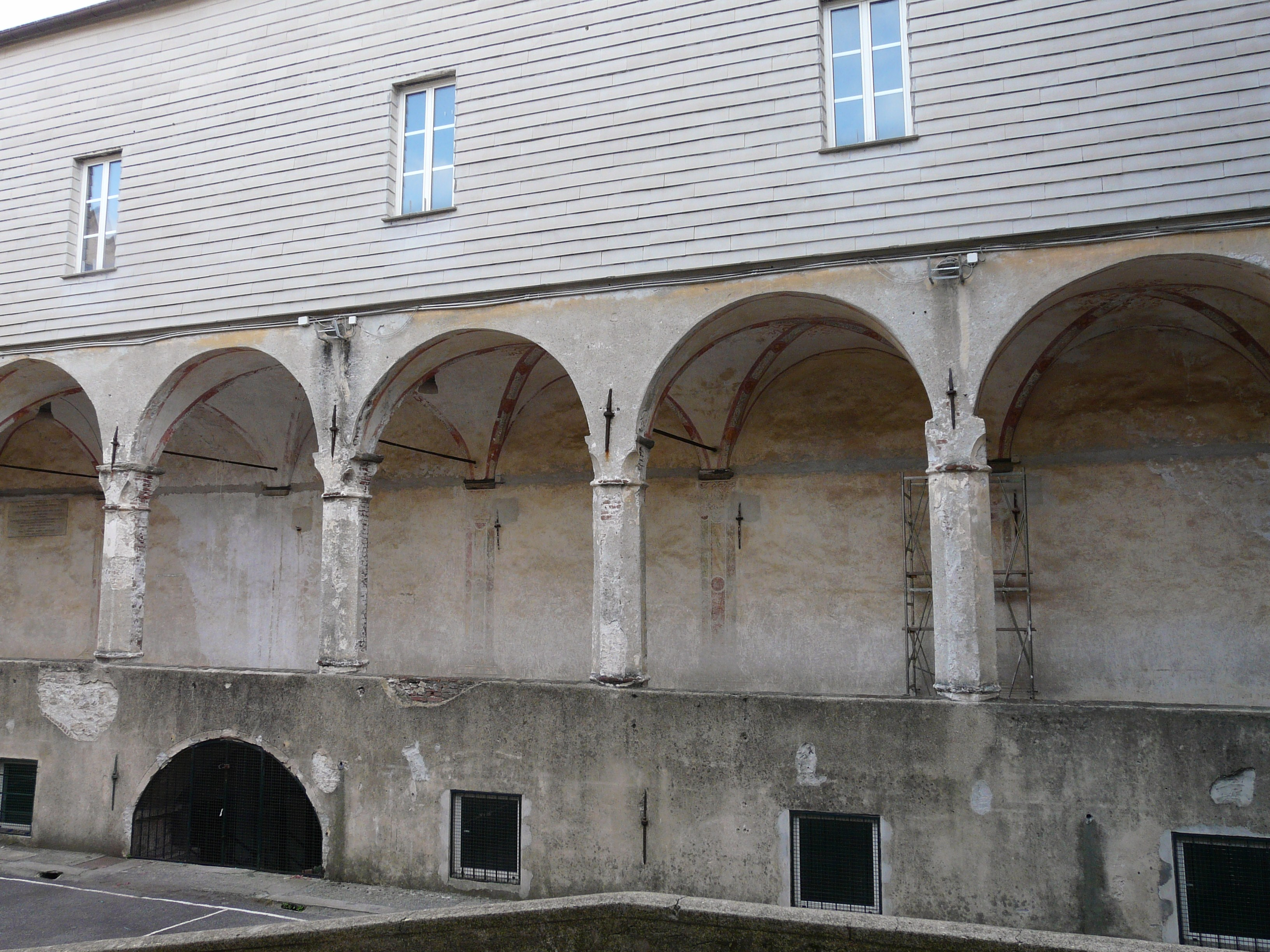
Il chiostro interno

Il 1933 segnò la fine di un lungo periodo tormentato ed incerto: il complesso di San Gerolamo venne incluso in un progetto di recupero e ristrutturazione degli edifici ospedalieri. Venne recuperato lo stile architettonico originale, vennero posti il nuovo pavimento e la nuova illuminazione e venne risistemato il piazzale antistante l'ingresso.
Nel 1944 l'amministrazione ospedaliera vendette il complesso di San Gerolamo al conte Gerolamo Gaslini che intendeva utilizzare la chiesa come luogo di culto per l'istituto Giannina Gaslini. Negli anni successivi, con l'aumentare della popolazione, si rese necessario creare una nuova parrocchia. Il conte Gaslini cedette i locali dell'abbazia alla Curia Arcivescovile di Genova affinché vi si potesse insediare la nuova parrocchia che il cardinale Giuseppe Siri creò nel 1958. Come condizione per la cessione dell'abbazia alla Curia, venne incluso il vincolo che l'arcivescovo di Genova e i suoi successori ne divenissero anche l'abate. La chiesa venne affidata ai padri cappuccini che, a seguito dei malati, erano venuti ad officiare fin dal 1924. Nel 1984 i frati cappuccini vengono richiamati dall'ordine per altri incarichi e la parrocchia viene affidata ai preti diocesani.

## Architettura
La chiesa è a croce latina, a tre navate con transetto e coro. I materiali utilizzati sono molto poveri poiché i mezzi economici erano molto ristretti e perché l'originaria funzione dell'abbazia era quella di eremo; una eventuale ricchezza di materiali e di stili non sarebbe stata consona con la vita di povertà e preghiera che dovevano sostenere i monaci. Lo stile utilizzato per la realizzazione della chiesa è principalmente gotico ma molti elementi sono stati cancellati dalle numerose trasformazioni che sono state operate nel tempo.